# Монтеро, Франсиско
Франси́ско Хавье́р Монте́ро Ру́био (исп. Francisco Javier Montero Rubio; родился 14 января 1999, Севилья, Испания) — испанский футболист,  защитник клуба «Расинг Сантандер».

## Клубная карьера
Монтеро — воспитанник клуба «Атлетико Мадрид». 30 октября 2018 года в матче Кубка Испании против «Сант-Андреу» он дебютировал за основной состав. 6 ноября в поединке против дортумндской «Боруссии» Франсиско дебютировал в Лиге чемпионов. 10 ноября в матче против «Атлетик Бильбао» он дебютировал в Ла Лиге. Летом 2019 года Монтеро на правах аренды перешёл в «Депортиво Ла-Корунья». 7 сентября в матче против «Альбасете» он дебютировал в Сегунде.

## Достижения
«Бешикташ»
- Чемпион Турции : 2020/21
- Обладатель Кубка Турции :  2020/21